# Vidal (téléfilm)
Pour les articles homonymes, voir Vidal.
Pour plus de détails, voir Fiche technique et Distribution.
Vidal est un téléfilm français réalisé par Bénédicte Delmas d'après un scénario d'Alexis Le Sec, Emmanuel de Arriba et Elsa Marpeau, et diffusé pour la première fois en Belgique le 1er septembre 2025 sur La Une et en France le 3 septembre 2025 sur France 2.
Ce polar médical, qui est un probable pilote de série, est une coproduction de Hanoï Productions, Marlice Productions et France Télévisions.

## Fiche technique
Sauf indication contraire, les informations mentionnées dans cette section peuvent être confirmées par les bases de données cinématographiques  présentes dans la section « Liens externes ».
- Titre français : Vidal
- Réalisation : Bénédicte Delmas[1],[2],[3],[4]
- Scénario : Alexis Le Sec, Emmanuel de Arriba et Elsa Marpeau[1],[3],[4]
- Production : Pauline Eon et Yann Chassard[1]
- Sociétés de production : Hanoï Productions, Marlice Productions et France Télévisions[1],[2],[5]
- Pays de production :  France
- Langue originale : français
- Format : couleur
- Genre : polar médical[3]
- Durée : 90 minutes
- Dates de première diffusion :
  - Belgique : 1er septembre 2025 sur La Une[6]
  - France : 3 septembre 2025 sur France 2[3],[4]

## Distribution
- David Kammenos : Dr Victor Vidal
- Nama Keita : Haïssa, l'assistante du Dr Vidal
- Anne Suarez : Sophie Vidal, l'épouse de Victor
- Cécile Rebboah : Ludivine Lepage
- Stéphane Blancafort : Mathieu Lepage
- Leeloo Eyme : Kelly Meunier
- Vanessa Valence : Valérie Meunier
- Margot Heckmann : Rose Vidal, la fille de Victor
- Marie-Christine Adam : la juge
- Côme Levin : Maître Stains

## Production

### Genèse et développement
Ce polar médical est une coproduction de Hanoï Productions, Marlice Productions et France Télévisions, réalisée pour France 2 avec le soutien du  département des Alpes-Maritimes,,,,,.
Le scénario  de ce probable pilote de série, est de la main d'Alexis Le Sec, Emmanuel de Arriba et Elsa Marpeau, et la réalisation est assurée par Bénédicte Delmas,,.
La direction littéraire et artistique est assurée par Sabine Brault de Hanoï Productions.
La production est assurée par Pauline Eon pour Hanoï Productions et Yann Chassard pour Marlice Productions.

### Tournage
Le tournage se déroule du 13 janvier au 7 février 2025 à Nice et dans sa région.

## Accueil critique
Pour Alexandre Letren, du site VL-Media, « On a énormément de polars à la télévision, on avait grandement besoin de renouveler les thématiques des séries. Avec Vidal, le genre médical reprend du poil de la bête pour nous offrir une série qui ne sera pas sans rappeler House avec notre héros, très solaire, qui enquête sur de vraies énigmes médicales pour parvenir à soigner ses patients. ».  Il ajoute : « David Kammenos monte petit à petit en puissance dans ses rôles télé et prouve avec ce nouveau personnage qu'un rôle solaire, lumineux, candide même parfois dans sa manière de voir les choses lui va bien […] Les énigmes médicales sont elles particulièrement bien écrites et la transposition du modèle procédural policier ou judiciaire au médical est ici particulièrement bien trouvée ».
Télé-Loisirs donne 3 étoiles sur 5 à Vidal qu'il considère comme « Un téléfilm réjouissant et ludique qui bénéficie de personnages bien campés et de répliques particulièrement savoureuses. Dans la peau d'un médecin brillant et excentrique, profondément humain, le comédien David Kammenos livre une performance étonnante et pleine de sensibilité. ».